# Grandval
Grandval (en francès Grandvals) és un municipi francès situat al departament del Losera i a la regió d'Occitània.